# Poljot

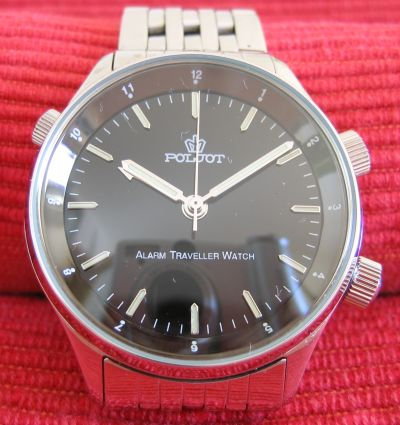
Horloge van Poljot

Poljot (Russisch: Полёт, wat betekent "vlucht") is een Russisch bedrijf dat onder andere horloges vervaardigt. Joeri Gagarin droeg tijdens zijn ruimtevlucht een horloge van Poljot.
In de jaren 1970, toen veel Zwitserse uurwerkfabrikanten op kwartsuurwerken overstapten, kocht Poljot Zwitserse machinerieën op.